# Marathon van Madrid 2014
De marathon van Madrid 2014 (ook wel Rock 'n' Roll Madrid Marathon) werd gelopen op zondag 27 april 2014. Het was de 37e editie van deze marathon. Het evenement had de status IAAF Silver Label Road Race.
De wedstrijd werd bij de mannen een overwinning voor de Keniaan Ezekiel Chebii. Met een tijd van 2:09.15 was hij iets meer dan een minuut eerder binnen dan zijn landgenoot Lawrence Kimaiyo. Bij de vrouwen zegevierde de Ethiopische Fikre Kifle, die 2:32.11 als eindtijd liet optekenen. Ook zij had meer dan een minuut voorsprong op haar naaste concurrente, de Keniaanse Sara Chebet, die in 2:33.38 finishte.
Naast de hele marathon kende het evenement ook wedstrijden over de 10 km en de halve marathon

## Wedstrijd

### Mannen
| rang   | naam                      | land | tijd    |
| ------ | ------------------------- | ---- | ------- |
| Goud   | Ezekiel Chebii            | KEN  | 2:09.15 |
| Zilver | Lawrence Kimaiyo          | KEN  | 2:10.17 |
| Brons  | Daniel Kiprop             | KEN  | 2:12.14 |
| 4      | Samuel Gatachew Demi      | ETH  | 2:15.26 |
| 5      | Mike Kiprop Tiony         | KEN  | 2:17.28 |
| 6      | Yohanes Abera             | ETH  | 2:19.38 |
| 7      | Tereje Wodajo             | ETH  | 2:21.12 |
| 8      | Modesto Alvarez Dominguez | ESP  | 2:28.37 |
| 9      | Julio Del Val Gonzalez    | ESP  | 2:30.39 |
| 10     | Jesse Schneider           | USA  | 2:30.51 |

### Vrouwen
| rang   | naam               | land | tijd    |
| ------ | ------------------ | ---- | ------- |
| Goud   | Fikre Kifle        | ETH  | 2:32.11 |
| Zilver | Sara Chebet        | KEN  | 2:33.38 |
| Brons  | Alemayehu Haimanot | ETH  | 2:36.02 |
| 4      | Malika Benlafkar   | MAR  | 2:39.30 |
| 5      | Yuliya Korepanova  | RUS  | 2:42.28 |
| 6      | Motu Gedefa        | ETH  | 2:46.27 |
| 7      | Cristina Gonzalez  | ESP  | 2:54.55 |
| 8      | Dailin Belmonte    | CUB  | 2:56.46 |
| 9      | Ninfa Quevedo      | ESP  | 3:01.57 |
| 10     | Elina Junnila      | FIN  | 3:06.47 |
| 11     | Cristina Loeda     | ESP  | 3:06.47 |
| 14     | Miriam Laguna      | ESP  | 3:11.35 |
| 15     | Oksana Ovechkina   | RUS  | 3:12.12 |

1978 ·
1979 ·
1980 ·
1981 ·
1982 ·
1983 ·
1984 ·
1985 ·
1986 ·
1987 ·
1988 ·
1989 ·
1990 ·
1991 ·
1992 ·
1993 ·
1994 ·
1995 ·
1996 ·
1997 ·
1998 ·
1999 ·
2000 ·
2001 ·
2002 ·
2003 ·
2004 ·
2005 ·
2006 ·
2007 ·
2008 ·
2009 ·
2010 ·
2011 ·
2012 ·
2013 ·
2014 ·
2015 ·
2016 ·
2017